# Pepco
 (novembre 2022).
Pepco est une chaîne de magasins polonaise de vêtement et d'objets ménagers premier prix détenu par la société d'investissement Pepkor présente principalement en Europe centrale et en Europe de l'Est (notamment en Pologne et en Roumanie).

## Historique

### Les débuts
L'entreprise a été fondé en Pologne en 1999 en tant que filiale de la société britannique Brown&Jackson. Les premiers magasins s'appelaient ''L-stretcher''.
La société a été acquise en 2004 par Pepkor basé en Afrique du Sud. C'est à cette époque que le logo commercial et le nom ont été changés en PEPCO.

### Implantation
Le groupe PEPCO s'est progressivement implanté en Europe :
- 2013 : la République tchèque et la Slovaquie
- 2015 : la Roumanie et la Hongrie[5].
- 2017 : la Croatie, la Slovénie et la Lituanie
- 2018 : la Lettonie et l'Estonie
- 2019 : la Bulgarie
- 2020 : Serbie et Italie
- 2021 : Espagne et Autriche
- 2022 : Allemagne et Grèce

### Développement
En 2007, la chaîne comptait 100 magasins. 
En 2014, la chaîne atteint le palier des 500 magasins. 
En 2016, le groupe PEPCO compte plus de 1 000 magasins.
Au 6 juin 2018, PEPCO compte 1 390 magasins dans 9 pays européens.
Au 3 août 2022, PEPCO compte 1201 magasins en Pologne, 403 en Roumanie, 259 en République Tchèque, 221 en Hongrie, 136 en Slovaquie, 120 en Bulgarie, 106 en Croatie, 72 en Lituanie, 72 en Serbie, 65 en Italie, 59 en Espagne, 50 en Lettonie,  45 en Autriche, 35 en Slovénie, 30 en Estonie et 2 en Allemagne.
En mai 2022, l'entreprise compte plus de 2500 magasins à travers 15 pays d'Europe qui embauche 23 000 employés.
Pour la période d'octobre 2022  à septembre 2023, la chaîne prévoit d'ouvrir au moins 550 magasins et prévoit de lancer un vaste programme de transformation de magasins en Pologne, en Roumanie, en République Tchèque, en Slovaquie et en Hongrie.

## Modèle commercial
Le modèle commercial de Pepco est basé sur la vente de vêtement et d'objets ménagés à bas-prix pour la classe moyenne et inférieur dans les petites et moyennes villes de Pologne et d'autres pays d'Europe centrale et orientale.

## Résultats économiques
En 2020, le groupe PEPCO a réalisé un chiffre d'affaires en Roumanie de 1,4 milliard de lei (285 millions d'euros). L'entreprise consolide ainsi sa position de leader du marché local de la mode au niveau des marques après que les concurrents H&M ou Zara aient été touchés par la crise économico-sanitaire.